# 1774~1775년 콘클라베

사도좌 공석 상태에 있는 동안에 사용되는 성좌의 문장

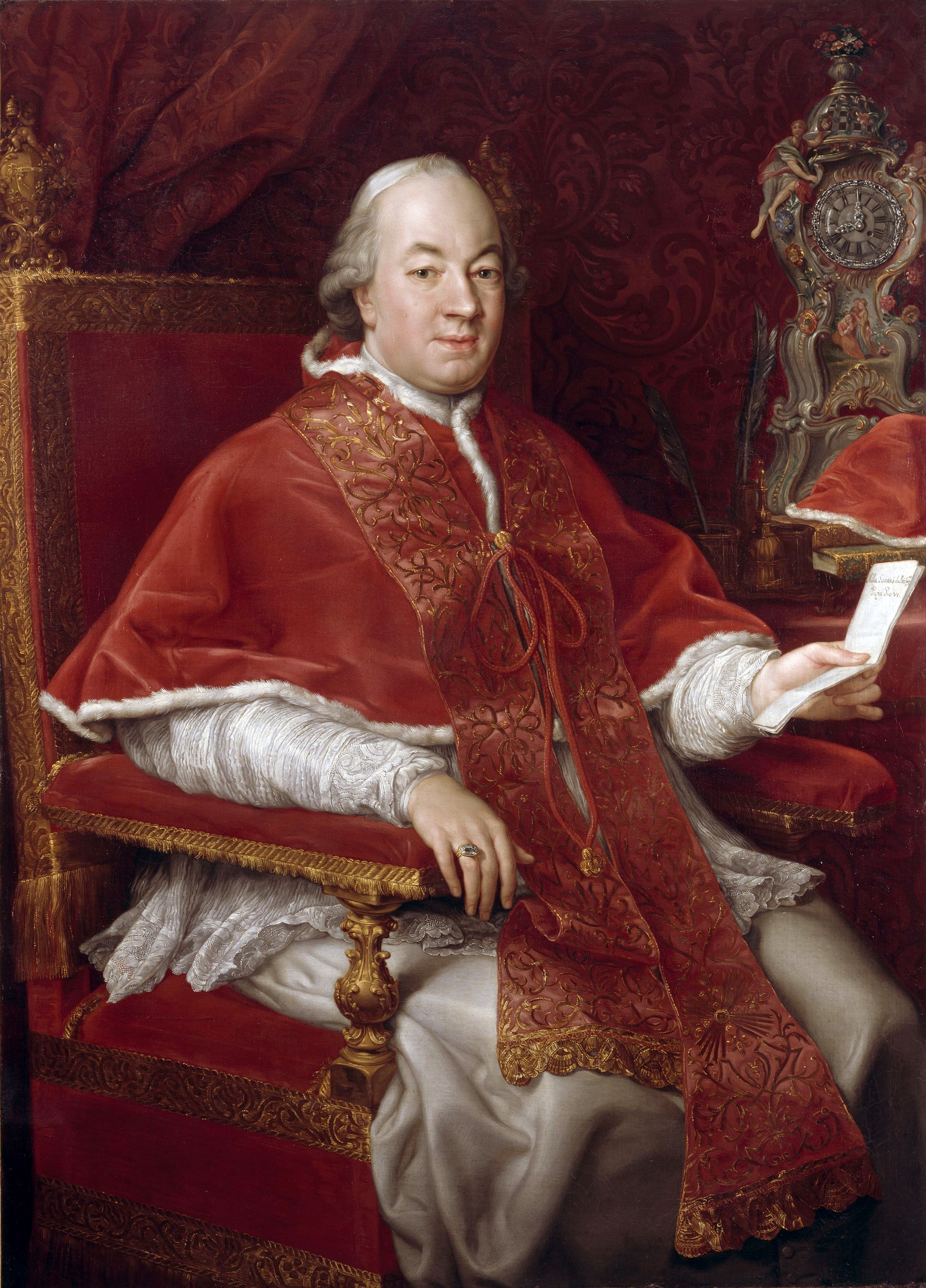
교황 선출자 비오 6세 (조반니 안젤로 브라스키)

1774~1775년 콘클라베는 제250대 교황을 선출하기 위해 진행된 콘클라베이다. 제249대 교황 클레멘스 14세가 1774년 9월 22일에 선종한 이후에 새 교황을 선출하기 위해 진행된 선거이다.
1774년 10월 5일부터 1775년 2월 15일까지 4개월 내내 투표가 진행되었으며 55명의 추기경이 투표에 참가하였다. 조반니 안젤로 브라스키 추기경이 새 교황으로 선출되었으며 교황 이름은 비오 6세로 명명되었다.

## 추기경단
- 투표에 참가한 추기경: 55명
- 불참: 9명

## 주요 인사
- 수석 추기경: 잔 프란체스코 알바니
- 보조 추기경: 헨리 베네딕트 스튜어트